# Алексі Саарела
Алексі Саарела (фін. Aleksi Saarela; 7 січня 1997, м. Гельсінкі, Фінляндія) — фінський хокеїст, лівий нападник. Виступає за «Ессят» (Порі) у Лійзі.
Вихованець хокейної школи ЛаЮ. Виступав за «Лукко» (Раума), «Ессят» (Порі).
В чемпіонатах Фінляндії — 66 матчів (7+9), у плей-оф — 2 матчі (0+0).
У складі юніорської збірної Фінляндії учасник чемпіонатів світу 2014 і 2015.
Батько: Пасі Саарела.
Досягнення
- Срібний призер юніорського чемпіонату світу (2015)